# Reformierte Kirche von Frankreich

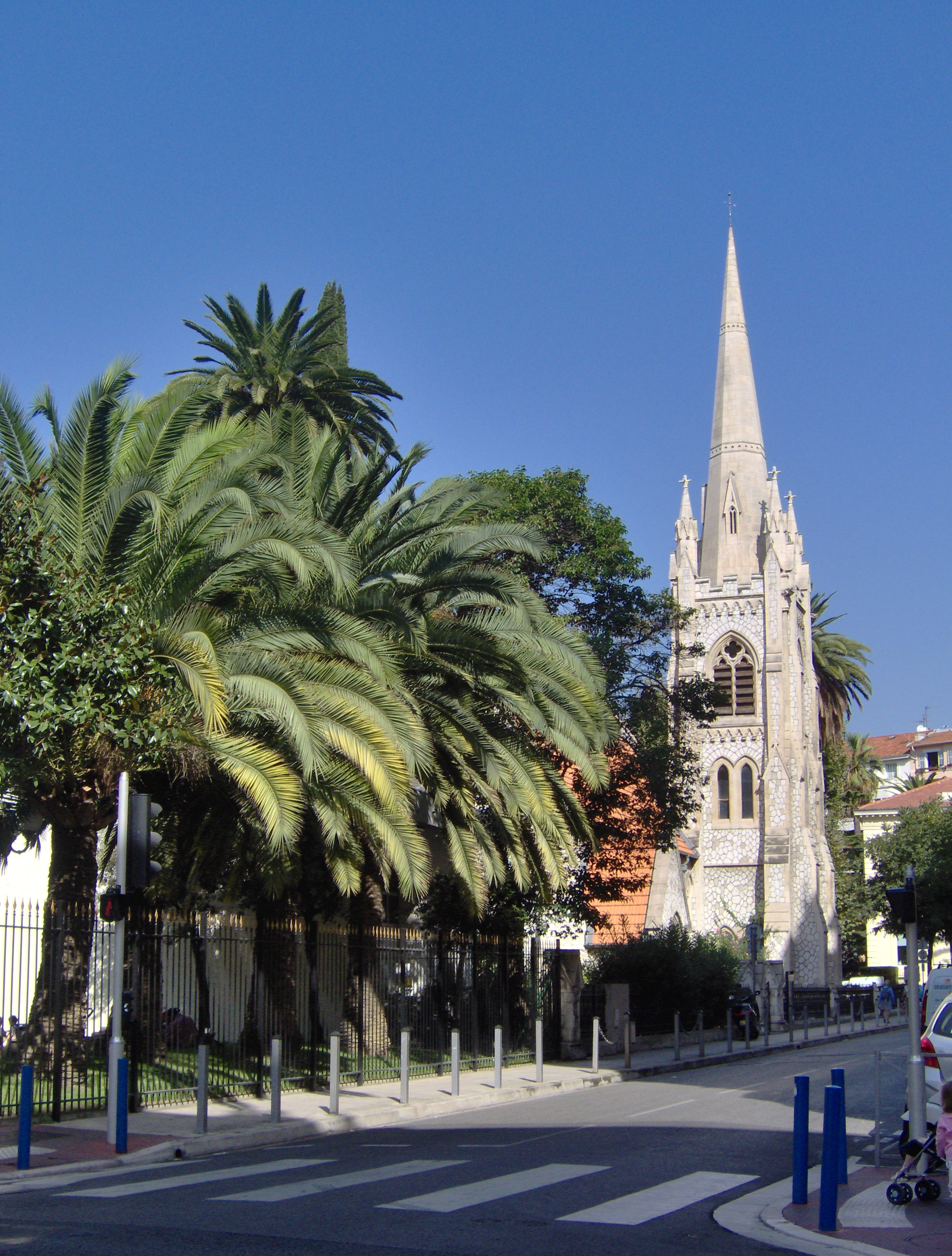
Reformierte Kirche in Nizza

Die Reformierte Kirche von Frankreich (französisch L’Église réformée de France) war calvinistischen Ursprungs und als Kirche der Hugenotten die historisch wichtigste evangelische Kirche in Frankreich. Sie war Mitglied der Fédération protestante de France, der Weltgemeinschaft Reformierter Kirchen, der Gemeinschaft Evangelischer Kirchen in Europa und des Ökumenischen Rats der Kirchen. Per 1. Januar 2013 ging sie in der Vereinigten Protestantischen Kirche Frankreichs (Église protestante unie de France) auf.
Sie hatte etwa 350.000 Mitglieder, die in 400 lokalen Gemeinden mit 50 Kirchenkreisen (consistoires) in acht Regionen organisiert waren.

## Geschichte

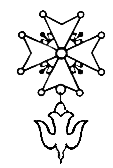
Hugenottenkreuz

Protestantismus auf der Karte Frankreichs in den Grenzen von 1685.

Die reformierten Kirchen in Frankreich, entstanden mit der Reformation im 16. Jahrhundert, organisierten sich zunächst im Untergrund. Die erste nationale Synode fand 1559 statt, das Glaubensbekenntnis von La Rochelle datiert auf 1571. Anerkannt (und eingeschränkt) durch das Edikt von Nantes, kam die vorläufig letzte offizielle Synode 1659 zusammen. 1685 folgte mit dem Edikt von Fontainebleau, mit dem Ludwig XIV. das Edikt von Nantes widerrief, eine lange Zeit der Unterdrückung.
Nach dem Konkordat von 1801 mit dem Vatikan erließ Napoleon mit den Organischen Artikeln auch für die Angehörigen nichtkatholischer Religionsgemeinschaften (Calvinisten, Juden, Lutheraner) vergleichbare Statuten, die halbstaatliche Leitungsorgane (Konsistorien) vorsahen, wodurch die Reformierte Kirche von Frankreich rechtlich Gestalt annahm. Die Reformierten nahmen die Regelung an, weil sie sie nicht schlechter stellte als andere Religionsgemeinschaften. Aber sie bedeutete einen dramatischen Bruch mit ihrem presbyterialen und synodalen Grundsätzen. Pastoren wurden nicht mehr vom Kirchenvolk in den Kirchengemeinden angestellt und bezahlt, sondern sie waren staatlich besoldet und unterstanden den Konsistorien als Dienstherren. Die nachrangigen Provinzialsynoden blieben auf dem Papier erlaubt; jeder Antrag, eine Synode zu versammeln, wurde aber abschlägig beschieden.
Die allein in Fragen von Dogma und Lehre maßgebliche Generalsynode war nicht vorgesehen. Zudem unterlagen ihre Beschlüsse in Fragen von Lehre und Dogma, so eine denn hätte versammelt werden können, dem für Reformierte völlig inakzeptablem staatlichen Genehmigungsvorbehalt. Reformierte Kirchengemeinden, die Basis aller Organisation im reformierten Kirchenverständnis, waren staatlich nicht anerkannt, obwohl in ihnen das maßgebliche Kirchenvolk organisiert ist. Stattdessen galten die Kirchengemeinden als Anhängsel der 81 staatlich anerkannten und kontrollierten reformierten Konsistorien, die jeweils für um die 6.000 Seelen zuständig waren, obwohl in ihnen keine gewählten Vertreter des Kirchenvolkes saßen, da nur Zahler höchster Steuerbeiträge (Notabeln) und Geistliche in sie berufen werde durften. Für große Diasporagebiete bestanden sogenannte Oratorialbezirke mit kleinerer Seelenzahl.
Im 19. Jahrhundert durchdrangen die Erweckungsbewegung und andere religiöse Strömungen den reformierten Protestantismus in Frankreich und Europa, was mit verschiedenen Spaltungen einherging. Mangels einer Generalsynode driftete die Reformierte Kirche im Laufe des 19. Jahrhunderts in eine Zerreißprobe zwischen Anhängern der Erweckungsbewegung (damals évangéliques genannt) und jenen des religiösen Liberalismus. Als einziges lehrgemäßes Organ der reformierten Kirchen fungierten daher die Kirchengemeinden. Napoleon III. erließ am 26. März 1852 ein von Charles Read beeinflusstes Gesetzesdekret, das die reformierten Kirchengemeinden rechtlich anerkannte und die Wahl der Presbyter damaliger reformierter Lehre entsprechend auf Grund des allgemeinen Wahlrechts der Männer festlegte. Bei den vom Konsistorium vorzunehmenden Besetzungen von Pastoraten wurden den Kirchengemeinden aber immer wieder auch Kandidaten vorgesetzt, die im Widerspruch zur vorwiegenden Haltung der Presbyterien und der sie wählenden Gemeindemehrheit standen. Das löste zum Teil heftige Querelen aus.
Zwei Pastoralkonferenzen, die jeweils vor allem Pastoren der einen bzw. anderen Richtung anzogen (Liberale in Nîmes und Erweckte in Paris), waren unverbindlich und konnten das Fehlen der Generalsynode nicht wettmachen. Die Erweckten verlangten eine Generalsynode, um ein maßgebliches Glaubensbekenntnis zu verabschieden, gemäßigte Liberale stimmten ihnen zu, die radikalen Liberalen mochten die Weisungsbefugnis einer Generalsynode in Fragen von Lehre und Dogma gar nicht mehr anerkennen. Die reformierten Kirchengemeinden in den fünf reformierten Konsistorialbezirken, die im Bezirk Lothringen und dem Elsass lagen, wurden 1871 von der Reformierten Kirche von Frankreich getrennt. Sie bildeten später die Reformierte Kirche von Elsass und Lothringen (frz. Église protestante réformée de l’Alsace et de Lorraine, EPRAL).
Erst im Juni und Juli 1872 versammelte sich wieder eine reformierte Generalsynode, die verbindlich Klärung schaffen konnte. Die zwei Drittel der Reformierten ausmachenden Anhänger der Erweckungsbewegung dominierten. Die Beschlüsse der Generalsynode erkannten viele Liberale nicht an. Infolgedessen spaltete sich die Reformierte Kirche von Frankreich. Die aus der Erweckungsbewegung entstandene Strömung lud 1879 alle gewillten reformierten Kirchengemeinden ein, Deputierte zu einer weiteren Synode zu entsenden, woraus der Kirchenbund (union) namens Bund der Evangelisch-reformierten Kirchen (französisch Union des Églises réformées évangéliques) hervorging. Ab 1882 hielten Deputierte aus reformierten Kirchengemeinden der liberalen Strömung Generalversammlungen ab, woraus der Bund der Vereinigten reformierten Kirchen (frz. Union des Églises réformées unies) entstand. Die französischen Reformierten verteilten sich etwa zu zwei Dritteln auf ersteren Bund und einem Drittel auf zweiteren.
Mit allen anderen auf Basis der organischen Artikel konstituierten Religionsgemeinschaften Frankreichs verloren die beiden reformierten Kirchenbünde durch das französische Gesetz zur Trennung von Kirche und Staat ihren Körperschaftsstatus als établissement public du culte, der aus den konkordatären Statuten Napoléons I. erwachsen war, was auch das Ende der staatlichen Kofinanzierung bedeutete. Zu dieser Zeit gab es neben den zwei genannten Kirchenbünden zwei weitere landesweite reformierte Kirchenbünde, die nie Körperschaftsstatus hatten: der Bund der Freien evangelischen Kirchen (französisch Union des Églises évangéliques libres, UEEL, 1849 gegründet) und die Methodistische Kirche. Die gemeinsame Erfahrung des Ersten Weltkrieges und das Aufkommen neuer theologischer Strömungen (besonders Karl Barth) bewirkte die teilweise Wiederherstellung der Einheit der der Laizität unterstehenden reformierten Kirchen. 
1938 entstand aus den Kirchenbünden die heutige Reformierte Kirche von Frankreich. Da die Organischen Artikel und konkordatären Rechte und Beschränkungen im Elsass und dem Moseldépartement auch nach deren Rückgliederung an Frankreich fortgelten, können sich die Reformierte Kirche von Frankreich und die Reformierte Kirche von Elsass und Lothringen rechtlich nicht vereinigen, es sei denn, letztere gäbe ihren Körperschaftsstatus freiwillig auf.
Die Reformierte Kirche von Frankreich war in Abendmahlsgemeinschaft mit der Evangelisch-lutherischen Kirche von Frankreich und den beiden Mitgliedskirchen der Union Protestantischer Kirchen von Elsass und Lothringen. Im Mai 2012 beschlossen die Synoden der Evangelisch-lutherischen Kirche von Frankreich und der Reformierten Kirche von Frankreich in Belfort, sich zur Vereinigten Protestantischen Kirche Frankreichs (Église protestante unie de France) zusammenzuschließen. Die erste Synode der vereinigten Kirche trat vom 9. bis 12. Mai 2013 in Lyon zusammen.

## Organisation

Verwaltungsgliederung der Reformierten Kirche Frankreichs in 8 Regionen: Région Parisienne, Est, Nord-Normandie, Ouest, Sud-Ouest, Cévennes Languedoc Roussillon, Provence Alpes Corse Côte d’Azur, Centre Alpes Rhône. Das Gebiet des ehemaligen Elsaß-Lothringen (Departements Haut-Rhin, Bas-Rhin, Moselle) und die Region um Montbéliard gehören zu anderen evangelischen Kirchen.

Die Kirche wurde gemäß dem synodal-presbyterialen Prinzip von einer jährlichen nationalen Synode geleitet, die hauptsächlich aus Vertretern der acht Regionen besteht (Geistlichen und Laien). Der letzte Vorsitzende der Synode, der von ihren Mitgliedern für drei Jahre gewählt wurde, war Pfarrer Marcel Manoël.
In gleicher Weise wurden auch die acht Regionen geleitet, an die die nationale Kirche (Union Nationale) eine Reihe von Aufgaben delegiert.
Die Pfarrerinnen und Pfarrer wurden am Institut Protestant de Théologie ausgebildet, das aus den Fakultäten für evangelische Theologie in Paris und Montpellier besteht. Es wurde auch eine Fernausbildung für Laien namens Théovie angeboten.

## Lehre
Nach 213 Jahren ohne eine nationale Synode arbeitete die XXX. Generalsynode von 1872 bis 1873 eine neue Glaubenserklärung aus, deren Grundsätze nur von einer kleinen Minderheit abgelehnt wurden. Gegen Ende eines Jahrhunderts reich an theologischen und spirituellen Neuerungen distanzierte sich die Generalsynode von einem strengen Calvinismus: Die nunmehrige Reformierte Kirche profitierte außer von ihrem Erbe auch vom Liberalismus, Pietismus, Neuluthertum und anderen Strömungen. Die Möglichkeiten, der Ideengehalt und die Grenzen dieser pluralistischen Theologie wurden in der Glaubenerklärung von 1936 niedergelegt.

## Symbole
Das Hugenottenkreuz war nie ein offizielles Symbol der Reformierten Kirche in Frankreich, aber ein verbreitetes Erkennungszeichen. Die Hugenotten trugen und tragen diesen Schmuck oft bewusst zur Schau. Das Zeichen der alten reformierten Kirchen war der brennende Dornbusch, durch den Gott zu Moses sprach (Dornbuschszene). Das neue Logo der Reformierten Kirche in Frankreich, das 2000 angenommen wurde, zeigt einen stilisierten Dornbusch mit einem Hugenottenkreuz im Zentrum.